# Simcha Blass
Simcha Blass sau Simha Blass (în ebraică: שמחה בלאס
(n. 27 noiembrie 1897 - 18 iulie 1982) a fost un inginer hidrotehnic israelian, originar din Polonia, care a jucat un rol de seamă în dezvoltarea sistemului de aprovizionare cu apă in Israel, care a inițiat și perfecționat metode de micro-irigație, și, împreună cu fiul său, Yeshayahu, a inventat un tip de micro-irigator.

## Familia, anii de copilărie și tinerețe
Simcha Blass s-a născut în 1897 la Varșovia, în Polonia, pe atunci parte a Imperiului Rus, într-o familie de evrei ortodocși, adepți ai hasidismului Gur, din care au făcut parte rabini (din partea tatei - urmași ai faimosului Eliahu Hagaon din Vilna), negustori și moșieri. La vârsta de 4 ani s-a mutat cu familia pe moșia Skryhiczyn, pe malul Bugului de vest, aflată în proprietatea comună a bunicului său din partea mamei, Haim Rotenberg, și a fraților acestuia, urmași ai rabinului Meir din Rothenburg și nepoți de frate ai rabinului Itzhak Meir Apter, fondatorul hasidismului Gur.
La vârsta de 8 ani copilul s-a mutat cu părinții săi și cu alți membri ai familiei, pe moșia Rozwozin din centrul Poloniei, cea mai mare din cele zece moșii ale bunicului patern, Elazar Blass.
În anul 1910, când Simcha a avut 13 ani, familia s-a întors la Varșovia.
După ce primise în copilărie educație religioasă hasidică, a continuat în paralel studii tradiționale, dar a învățat și materii profane cu profesori particulari, între care studenți.
La 17 ani a început prima dată să învețe și materii din domeniul științelor reale. 
În continuare, s-a înscris la Institutul politehnic Wolberg și Rothband din Varșovia, unde s-a evidențiat la învățătură.  
Atras de copil de idealurile sioniste,în perioada studiilor Simcha Blass a fost activ în detașamentele evreiești de auto-apărare organizate în orașul natal pentru a proteja comunitatea evreiască în timpul evenimentelor de la sfârșitul Primului Război Mondial.
A trebuit să-și întrerupă studiile de inginerie, din cauza izbucnirii războiului sovieto-polon, când a fost recrutat, la începutul anului 1919 în armata statului polon renăscut. În timpul serviciului său militar el a inventat în folosul aviației polone, o aplicație meteorologică care servea la măsurarea intensității și direcției vânturilor. Datorită acestei invenții, autoritățile militare i-au permis să-și reia studiile în anul al treilea la Școala politehnică, care se redeschisese la sfârșitul anului 1919. 
În anul 1920, în împrejurarile apropierii Armatei Roșii de Varșovia, s-a intensificat propaganda antisemită care susținea ca evreii îi ajută pe invadatorii bolșevici și, în consecință, Blass, asemănător cu mii de alți soldați evrei din armata polonă, a fost internat în lagărul de la Jablona. A fost eliberat de acolo după trei săptămâni. După lăsarea la vatră în același an, el si+a putut incheia studiile la Politehnică. 
Ulterior a inventat, patentat și dezvoltat o mașină operativă în plantarea grâului, care a fost testată în Europa și în Palestina, dar s-a dovedit nerentabilă. O mare parte din energia sa în domeniul invențiilor a fost motivată de dorința sa de a ajuta la efortul sioniștilor de clădire a căminului național evreiesc în Palestina

## Inginer hidrotehnic înPalestina mandatarăși în Israel
Emigrând în Palestina, Simcha Blass a devenit cel mai cunoscut inginer în domeniul hidrotehnicii din regiune. 
El a planificat primul apeduct modern din Valea Iordanului. A devenit inginerul șef și unul din fondatorii, în anul 1937, împreună cu Levi Eshkol și Pinhas Sapir,ai companiei evreiești palestiniene de ape „Mekorot”, devenită după 1948 compania națională de ape a Israelului. 
Ulterior, el a proiectat cea dintâi conductă de apă spre deșertul Neghev, cu ajutorul unor țevi folosite la stingerea incendiilor în timpul bombardamentelor aeriene germane asupra Londrei, și pe care Blass le-a achiziționat dupa terminarea războiului.
Aceasta conductă de apă a permis în anul 1946 înființarea într-o singură noapte (în noaptea zilei de Iom Kipur a 11 noi așezări evreiești în Neghev. Ea a servit însă și populația beduină arabă din zonă. Așezările evreiești din Neghev au jucat un rol important în decizia Comitetului Special al ONU pentru Palestina (UNSCOP) de a include cea mai mare parte a Neghevului în teritoriul viitorului stat evreiesc a cărui întemeiere fusese recomandată.
Între  anii 1948-1956 inginerul Blass a fost directorul fondator al instituțiilor guvernamentale israeliene în domeniul administrării apelor, consilierul oficial al guvernului în problemele apelor și a stat în fruntea planificatorilor Conductei Naționale de Apă a Israelului - „HaMovil HaArtzí.”  

## Microirigații
La începutul anilor 1930 un agricultor bătrân, Avraham Lovzovski din Hadera, i-a atras atenția lui Blass asupra unui copac gigant care crescuse în curtea sa, aparent, „fără apă”. După ce a săpat sub suprafața aparent uscată, Simcha Blass a descoperit cauza: din zona de cuplare a unei țevi din apropiere picurau picături de apă, care duseră la formarea unei arii de apă  subterană în forma de ceapă, ce atinsese rădăcinile acelui copac. 
Această observație a dat impuls invenției de mai târziu a lui Blass: un aparat de irigare care folosea frecarea și pierderea de presiune a apei pentru picurarea de apă la intervale regulate,
Ideea semănată în anii 1930 și-a găsit realizarea abia în anii 1950, dupa ce Simcha Blass s-a retras din funcțiile publice și a revenit la biroul său privat.
În anii 1959-1966 Blass a inițiat metoda microirigării, și, împreună cu fiul sau, Yeshayahu Blass, a inventat primele echipamente de microirigație (în ebraică - „taftefet” - „picurător”), le-a perfecționat, le-a probat, și apoi le-a difuzat pe piața agricolă locală și internațională.
În 1959 a fost instalat cel dintâi sistem  experimental de microirigație , iar în anii care au urmat, folosirea lui, în variante perfecționate, a devenit comercială.
La 9 august 1965 Simcha Blass și fiul său au semnat un acord cu kibuțul Hatzerim cu privire la înființarea unei companii în asociere, „Netafim”,căreia i-au transmis toate informațiile necesare, drepturile de uz al patentelor, sistemul de producție și de comercializare al echipamentului de microirigație pe care le-au conceput.
Compania Netafim și-a început activitatea propriu zisă la 1 ianuarie 1966.  
După un timp kibuțul Hatzerim a cumpărat și partea lui Blass în compania Netafim, și apoi, și partea fiului său. Motivația inițială a lui Blass în folosirea microirigației era economia de apă, dar în anii 1960 s-au remarcat și alte avantaje ale acesteia. Invenția a dus la o revoluție pe plan mondial în metodele de irigație și de îngrășare a pământului în agricultură și a dus la economisirea apei și la creșterea recoltelor.

## Cărți
- 1944 - Otzrot hamaiym beEretz Israel [Resursele de apă din Țara Israelului (Palestina)]
- 1973 - Mey merivá umáas

1. ↑  Library of Congress Authorities, accesat în 22 februarie 2020